# Центр-Маркет-плейс
Центр-Маркет-Плейс (англ. Centre Market Place) — вулиця довжиною в один квартал у Нижньому Манхеттені, Нью-Йорк, що межує з Малберрі-стріт на сході, Гранд-стріт на півдні, Брум-стріт на півночі та Центр-стріт на заході. Центр-Маркет-Плейс спочатку був продовженням Орандж-стріт (тепер Бакстер-стріт, яка починається на Гранд-стріт, де закінчується Центр-Маркет-Плейс), перш ніж у квітні 1837 року її офіційно перейменували на Центр-Маркет-Плейс на честь Центр-Маркет, який був на захід від Центр-Маркет-Плейс. Колись вулиця була на вершині високого пагорба. Наразі місцеві мешканці вважають ринок «Центр» частиною нейборгуду «Ноліта». У південному кінці вулиці, на розі Гранд-стріт, знаходиться ресторан Onieal, де є винний льох, що схожий на печеру, який колись служив спікізі під час сухого закону. Заможні люди проходили перед будівлею поліції, можливо, робили внески до «фонду вдів і сиріт», а потім проходили коридором підвалу, що з'єднує дві будівлі.